# La banda Sacco
La banda Sacco è un romanzo di Andrea Camilleri del 2013.

## Trama
Il romanzo narra la storia di una famiglia di fine Ottocento, composta da Luigi Sacco, onesto lavoratore e uomo di parola e la sua amata Antonina Randisi.
Dopo anni di sacrifici e impegno i due riescono a sposarsi e avere 6 figli: Vincenzo, Salvatore, Giovanni, Girolamo, Filomena e Alfonso.
Luigi cresce i suoi figli con principi di onestà, lavoro ed ideali socialisti, valori questi che caratterizzano la sua famiglia, ma che costeranno caro nel tempo, dovuto all'avvento fascista.
Prima del fascismo, però, c'è la mafia a rovinare la tranquillità del paese e, soprattutto, della famiglia Sacco, che sarà l'unica a non sottomettersi ai soprusi dei malavitosi.
Una serie di episodi e tradimenti faranno sì che le colpe di furti e delitti, avvenuti in paese, vengano addebitate ai fratelli Sacco. Inoltre, sarà  ucciso il padre e altri familiari e date alle fiamme le loro proprietà, realizzate con tanti anni di sacrifici.
I Sacco passano, dunque, da oneste persone a latitanti delinquenti.
Le cose non miglioreranno certo con l'arrivo in Sicilia del prefetto Cesare Mori, mandato per ordine di Mussolini, a sconfiggere la mafia; i Sacco, infatti, anche se non sono mafiosi, possono essere  definiti socialisti e, di conseguenza, vanno in ogni modo sconfitti. Il prefetto li definisce la "Banda Sacco", composta da pericolosi uomini che devono stare dietro le sbarre.
Dopo un assalto andato a vuoto, le forze speciali riescono a catturare i Sacco con vile agguato e verranno processati per una serie di colpe di cui, in realtà, non hanno commesso.
Saranno tutti condannati all'ergastolo e riusciranno a trovare la libertà solo dopo molti anni, anche se tutto ormai è andato perduto.

## Edizioni
- Andrea Camilleri, La banda Sacco, Quarta ed. ottobre 2013, Palermo, Sellerio, 2013,  p. 192, ISBN 88-389-3107-0, EAN 9788838931079.